# Джина Торес
Джина Торес (на английски: Gina Torres) е американска телевизионна и филмова актриса, номинирана за награди „Сатурн“ и „Сателит“. Известни филми с нейно участие са „Матрицата: Презареждане“, „Матрицата: Революции“, „Мисия Серенити“ и сериалите „Закон и ред“, „Зина: Принцесата войн“, „Херкулес: Легендарните приключения“, „Ейнджъл“, „Файърфлай“, „24“, „Наричана още“, „Кости“, „Престъпни намерения“, „Поглед в бъдещето“, „Клюкарката“, „Касъл“, „Ханибал“ и други.

## Биография
Джина Торес е родена на 25 април 1969 година в Манхатън, Ню Йорк, САЩ. Родителите ѝ са от кубински произход, баща ѝ работи като печатар в нюйоркските вестници „Ла Пренса“ и „Дейли Нюз“, майка ѝ е домакиня. Джина е най-малкото от три деца. Докато е още млада семейството ѝ се премества да живее в Бронкс.
Торес е мецосопран и учи пеене, включително опера и джаз в гимназията по музика и сценично изкуство „Фиорело ла Гуардия“ в Ню Йорк. Също така пее и в госпъл хор. След гимназията е приета в няколко колежа, но няма възможност да плаща обучението си. Започва работа като телефонистка в „Линкълн център“. Докато е в „Линкълн център“ участва на прослушване за мюзикъла „Anything Goes“. Въпреки че не е избрана за ролята, успява да си намери агент и започва професионалната си кариера в различни музикални и театрални пиеси, а по-късно пробива и на малкия екран с роли в телевизионни филми и сериали.
Джина Торес се запознава с актьора Лорънс Фишбърн по време на снимките на филма „Матрицата: Презареждане“. Джина и Лорънс сключват брак през септември 2002 г. Двамата имат дъщеря на име Дилайла (Delilah), родена през 2007 г. През септември 2017 г. обявява раздялата си с Фишбърн.

## Избрана филмография
- „Unnatural Pursuits“ (сериал, 1992)
- „Закон и ред“ (сериал, 1992 – 1995)
- „Полицейско управление Ню Йорк“ (сериал, 1995)
- „Легло от рози“ (1996)
- „Тъмен ангел“ (Тв филм, 1996)
- „Профайлър“ (сериал, 1997)
- „Зина: Принцесата войн“ (сериал, 1997)
- „Херкулес: Легендарните приключения“ (сериал, 1997 – 1999)
- „Никита“ (сериал, 1998)
- „Клеопатра 2525“ (сериал, 2000 – 2001)
- „Съвсем скоро“ (сериал, 2001 – 2002)
- „Наричана още“ (сериал, 2001 – 2006)
- „Файърфлай“ (сериал, 2002 – 2003)
- „ЦРУ“ (сериал, 2003)
- „Ейнджъл“ (сериал, 2003)
- „Матрицата: Презареждане“ (2003)
- „Закрилникът“ (сериал, 2003)
- „Матрицата: Революции“ (2003)
- „От местопрестъплението“ (сериал, 2004)
- „24“ (сериал, 2004)
- „Лигата на справедливостта“ (анимационен сериал, 2004 – 2006)
- „Мисия Серенити“ (2005)
- „Футболна майка“ (Тв филм, 2005)
- „Щитът“ (сериал, 2006)
- „Безследно изчезнали“ (сериал, 2006)
- „Пет пръста“ (2006)
- „Мисля, че обичам жена си“ (2007)
- „Мръсни секси пари“ (сериал, 2007 – 2009)
- „Адвокатите от Бостън“ (сериал, 2008)
- „Кости“ (сериал, 2008)
- „Престъпни намерения“ (сериал, 2008)
- „Илай Стоун“ (сериал, 2008 – 2009)
- „С аромат на маргаритки“ (сериал, 2009)
- „Звеното“ (сериал, 2009)
- „Паднала от небето“ (сериал, 2009)
- „Поглед в бъдещето“ (сериал, 2009)
- „Клюкарката“ (сериал, 2009)
- „Дневниците на вампира“ (сериал, 2010)
- „Костюмари“ (сериал, 2011 – 2014)
- „Касъл“ (сериал, 2013)
- „Господин Изтънченост“ (2013)
- „Ханибал“ (сериал, 2013 – 2014)